# Общество «СССР — Франция»
Общество «СССР — Франция» — советская общественная организация, созданная в 1958 году.

## История создания
В феврале 1905 года в знак поддержки революционных событий в России по инициативе Анатоля Франса в Париже было создано «Общество друзей русского народа и присоединенных к России народов». Просуществовало общество до 1907 года.
В 1933 года было создано «Общество друзей Советского Союза». Его возглавлял Анри Барбюс.
В ноябре 1944 года в журнале «Франция — СССР» было опубликовано обращение к французам с призывом вступать в общество «Франция — СССР». В январе 1945 года состоялся учредительный съезд общества «Франция — СССР».
В 1956 году по инициативе представителей советской общественности при ВОКСе была создана Секция друзей культуры и науки Франции. После реорганизации ВОКСа и создания в 1958 году ССОДа было учреждено общество «Франция — СССР». Учредительное собрание состоялось 11 июля 1958 года.

## Состав руководящих органов
Состав первого президентского совета общества «Франция — СССР»: Г. А. Жуков, А. Н. Колмогоров, А. Е. Корнейчук, М. С. Сарьян, Г. С. Уланова, И. Г. Эренбург.
Председательствующий в первом президентском совете — И. Г. Эренбург.
Состав Правления общества «Франция — СССР» на момент создания в июле 1958 года: П. В. Абросимов, А. А. Арутюнян, Л. А. Богомолова, А. А. Богданов, Н. В. Богословский, А. И. Бутин, С. И. Бушуев, В. Г. Гак, И. В. Глущенко, Л. А. Данилова, Г. А. Жуков, А. А. Иминецкий, А. Н. Кидин, Е. А. Коровин, М. Г. Козлов, А. Г. Крылов, Н. Я. Колли, А. Н. Леонтьев, О. Д. Мацпанова, Г. А. Моисеев, Т. Л. Мотылева, Л. В. Никулин, А. П. Орановская, С. Н. Павлова, В. И. Пахомов, В. И. Плещев, Б. Ф. Поршнев, Г. Н. Поспелова, М. И. Рудомино, А. Н. Рубакин, В. Н. Седых, Е. Г. Стржалковский, Н. М. Сисакян, Н. А. Сидорова, Б. И. Шабанов, И. Г. Эренбург.
Участниками учредительного собрания общества «Франция — СССР» были советник посольства Франции в СССР Жирар, а также президент общества «Франция — СССР» генерал Э. Пети.
Отделения общества существовали в 15 республиках СССР. В Ялте, городе-побратиме Ниццы отделение общества создано в 1960 году, его возглавила ученная-физиотерапевт С. Я. Троценко.
Общество прекратило своё существование в сентябре 1991 года.